# David Beriáin

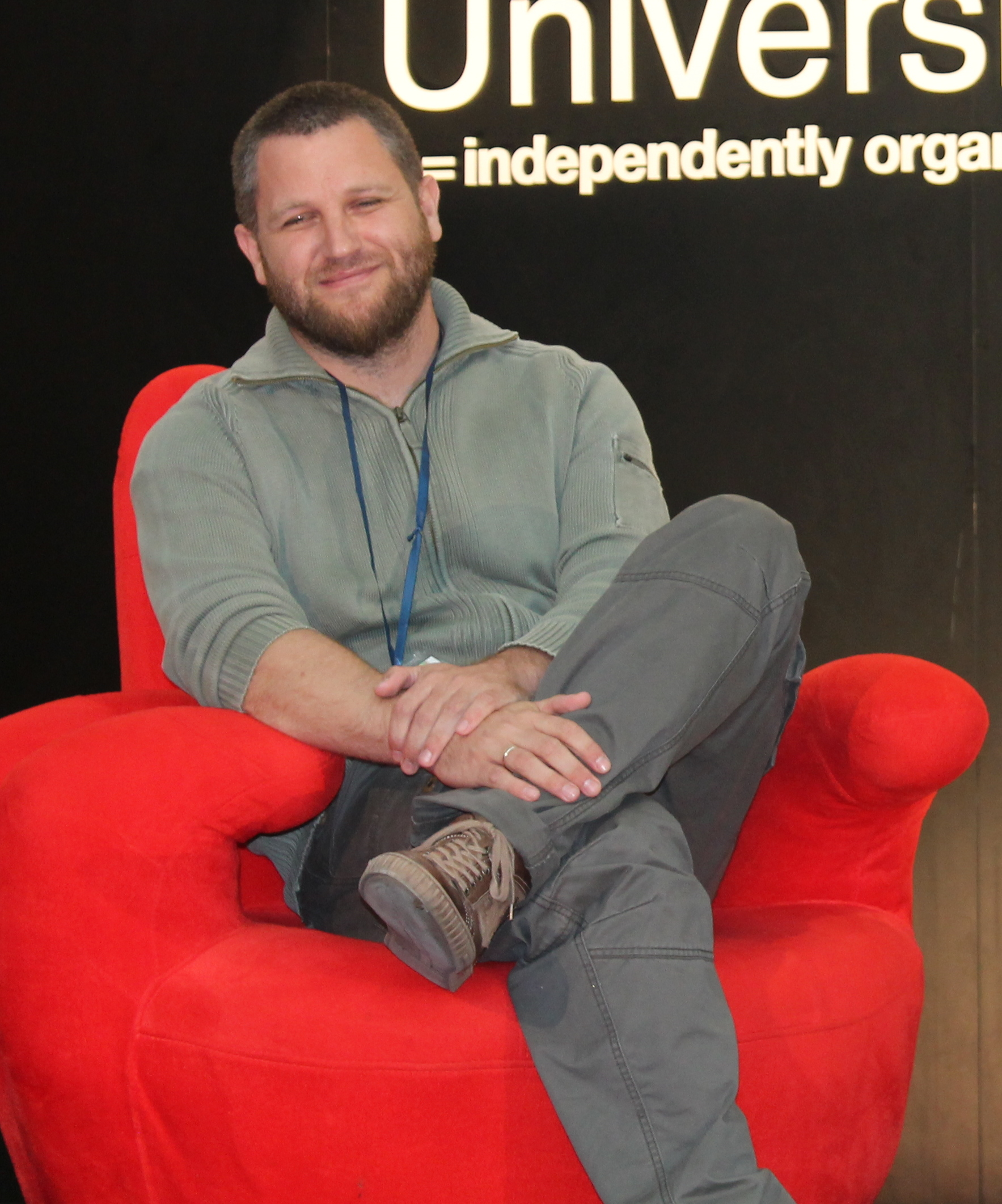
David Beriáin (2013)

David Beriáin Amatriáin (* 1977 in Artajona; † 26. April 2021 in Burkina Faso) war ein spanischer Kriegsreporter. Im deutschsprachigen Raum wurde er bekannt durch seine Hauptrolle in der Dokumentarreihe Clandestino – Undercover in der Unterwelt.

## Leben
Beriáin war als Reporter an den verschiedensten Kriegsschauplätzen weltweit unterwegs. Auf seinen Reisen interviewte er Mitglieder von Terrorgruppen, wie der Taliban, den FARC-Guerillas oder der italienischen Camorra. In der Dokumentarreihe Clandestino – Undercover in der Unterwelt liefert er dabei hautnah Einblicke in Machenschaften wie u. a. Drogenschmuggel, Waffenhandel, Grabräuberei und Kidnapping.

## Tod
Beriáin wurde im April 2021 während der Ausübung seiner journalistischen Tätigkeit in Burkina Faso getötet. Der Kameramann Roberto Fraile sowie der Ire Rory Young, Direktor der Chengeta Wildtierstiftung und Anti-Poaching Stratege, starben bei dem Attentat auf ihren Konvoi ebenfalls. Beriáin und Fraile arbeiteten zur Zeit ihrer Ermordung an einer Dokumentation über Wilderei und wurden dabei von Young unterstützt. Die terroristische Vereinigung JNIM hat sich zu dem Anschlag bekannt.